# Licq-Athérey
Licq-Athérey (baskiska:Ligi-Atherei) är en kommun i departementet Pyrénées-Atlantiques i regionen Nouvelle-Aquitaine i sydvästra Frankrike. Kommunen ligger i kantonen Tardets-Sorholus som tillhör arrondissementet Oloron-Sainte-Marie. År 2022 hade Licq-Athérey 192 invånare.

## Befolkningsutveckling
Antalet invånare i kommunen Licq-Athérey
| Referens: INSEE |